# Mandelknolle

Mandelknolle-Bild gemäß der Formel v ↦ v^{9} + c

Die Mandelknolle (englisch Mandelbulb) ist ein dreidimensionales Fraktal. Es wurde 2009 von Daniel White und Paul Nylander konstruiert. Dazu wurde eine herkömmliche Mandelbrotmenge einer sphärischen Koordinatentransformation unterzogen.

## Mathematik
Eine dreidimensionale Mandelbrot-Menge in Normalenform existiert so nicht, denn es gibt kein dreidimensionales Analogon der komplexen Ebene (sondern nur höherdimensionale Zahlensysteme wie Quaternionen oder Dimensionen mit anderen hyperkomplexen Zahlen).
Whites und Nylanders Formel für die n-te Potenz des Vektors {\displaystyle {\mathbf {v} }=(x,y,z)^{\mathsf {T}}} in einem kartesischen Koordinatensystem ({\displaystyle \mathbb {R} ^{3}}) lautet
{\displaystyle {\mathbf {v} }^{n}:=r^{n}{\begin{pmatrix}\sin(n\theta )\cos(n\varphi )\\\sin(n\theta )\sin(n\varphi )\\\cos(n\theta )\end{pmatrix}}}
unter Verwendung der Kugelkoordinaten {\displaystyle (r,\theta ,\varphi )} mit
{\displaystyle r={\sqrt {x^{2}+y^{2}+z^{2}}}}
{\displaystyle \theta =\arccos \left({\frac {z}{r}}\right)}
{\displaystyle \varphi =\operatorname {arctan2} (x,y)=\arg(x+y\,\mathrm {i} ).}
Mit der arctan2-Funktion wird das Argument der komplexen Zahl {\displaystyle x+y\,\mathrm {i} } berechnet.
Die Mandelknolle ist sodann definiert als die Menge der Werte {\displaystyle \mathbf {c} \in \mathbb {R} ^{3}}, für die der Orbit von {\displaystyle (0,0,0)^{\mathsf {T}}} unter der Iteration {\displaystyle {\mathbf {v} }\mapsto {\mathbf {v} }^{n}+{\mathbf {c} }} beschränkt ist. Für n > 3 ergibt sich eine dreidimensionale, birnenähnliche Struktur mit fraktalen Oberflächendetails und eine Anzahl an „Lappen“ abhängig von n. Viele Graphikrenderings nutzen für n den Wert 8. Die Gleichungen können in rationale Polynome vereinfacht werden, wenn n ungerade ist. Für den Fall n = 3 kann die Abbildung {\displaystyle {\mathbf {v} }\mapsto {\mathbf {v} }^{3}} in die folgende, vereinfachte Form umgeformt werden:
{\displaystyle {\begin{pmatrix}x\\y\\z\end{pmatrix}}^{3}={\begin{pmatrix}{\frac {(3z^{2}-x^{2}-y^{2})x(x^{2}-3y^{2})}{x^{2}+y^{2}}}\\{\frac {(3z^{2}-x^{2}-y^{2})y(3x^{2}-y^{2})}{x^{2}+y^{2}}}\\z(z^{2}-3x^{2}-3y^{2})\end{pmatrix}}}.
Allgemeiner kann man entsprechende Fraktale (neben n auch von p und q abhängend) für die Abbildung
{\displaystyle {\mathbf {v} }^{n}:=r^{n}{\begin{pmatrix}\sin(p\theta )\cos(q\varphi )\\\sin(p\theta )\sin(q\varphi )\\\cos(p\theta )\end{pmatrix}}}
konstruieren, wobei p und q nicht gleich n sein müssen, um {\displaystyle \Vert \mathbf {v} ^{n}\Vert =\Vert \mathbf {v} \Vert ^{n}} zu erfüllen. Noch allgemeinere Fraktale können mit der Iteration
{\displaystyle {\mathbf {v} }^{n}:=r^{n}{\begin{pmatrix}\sin(f(\theta ,\varphi ))\cos(g(\theta ,\varphi ))\\\sin(f(\theta ,\varphi ))\sin(g(\theta ,\varphi ))\\\cos(f(\theta ,\varphi ))\end{pmatrix}}}
gefunden werden.

## Ähnlichkeit mit der Mandelbrot-Menge
Durch gewisse Transformationen der Mandelknolle lässt sich eine Ähnlichkeit mit der Mandelbrot-Menge erahnen. Wenn man im Fall n = 2 das Fraktal in der Mitte durchschneidet, erkennt man die klassische Mandelbrot-Menge.
Die Julia-Menge am Nullpunkt der Mandelbrot-Menge entspricht einer idealen Kreisfläche. Analog dazu ist die Julia-Menge am Nullpunkt der Mandelknolle eine ideale Kugel. Diese Julia-Mengen unterscheiden sich hier also nur in der Anzahl der Dimensionen voneinander.

## Trivia
- Im 2014 erschienenen Computeranimationsfilm Baymax findet eine Szene im Zentrum eines Wurmloches statt, das dem stilisierten Inneren einer Mandelknolle ähnelt.[5]
- Ein Alien im Science-Fiction-Horrorfilm Auslöschung als Teil einer Mandelknolle.[6]
- Das Geisterreich der Kerht im Webcomic Unsounded wird als goldene Mandelknolle dargestellt.[7]

## Galerie
Die folgende Galerie zeigt verschiedene Ansichten und Besonderheiten der Mandelknolle, teils auch als Animation:

Gesamtansicht
Blick von oben
Eine „Knolle“
Der obere Teil
Überblick über die „Lamellen“
Eine „Lamelle“ im Detail
Eine Einbuchtung der Mandelknolle
Ansicht einer aufgeschnittenen, hohlen Mandelknolle
- Mandelknolle aus Sicht von drei Rotationsachsen
- „CT-Scan“ der Mandelknolle, der verschiedene Schichten zeigt
- Übersicht (Flug über verschiedene Partien)
- Knollen von Nahem
- Wachstum der Variable der Fraktalformel v ↦ v^x + c, linearer Anstieg des Wertes von x von 0 auf 21; Frontalansicht
- Wachstum der Variable der Fraktalformel v ↦ v^x + c, linearer Anstieg des Wertes von x von 0 auf 21; Fraktal um 90° gedreht (Blick von oben)

## Weiterführende Links
- Daniel White: The Unravelling of the Real 3D Mandelbulb. In: skytopia.com. 8. November 2009 (englisch).
- Marianne Freiberger: Pandora's 3D box. In: plus.maths.org. 25. November 2009 (englisch).
- Jos Leys: Gallery: The Mandelbulb fractal. In: josleys.com. 5. Dezember 2009 (englisch).
- Heinrich Hemme: Fraktale: Die Höhlen der Mathematik. In: faz.net. 22. Dezember 2009.
- Holger Dambeck: Numerator: Apfelmännchen erobert die dritte Dimension. In: spiegel.de. 29. Dezember 2009.
- Christoph Pöppe: Mandelbrot dreidimensional. In: spektrum.de. 26. März 2010.
- Jules Ruis: From 2D Fractal Geometry to 3D Fractal Trigeometry. (PDF; 1,4 MB) In: fractal.org. 15. April 2023 (englisch).
- Krzysztof Marczak: Mandelbulb Flight. In: youtube.com. 5. Januar 2010.
- Maths Town: Taking Flight - Mandelbulb Fractal Flight (4k 60fps). In: youtube.com. 3. Juli 2021.